# Aeroporto di Rionegro-José María Córdova
L'Aeroporto di Rionegro-José María Córdova è un aeroporto della Colombia situato a circa 40 km a Est della città di Medellín, nel Dipartimento di Antioquia. È intitolato all'eroe nazionale dell'indipendenza colombiana dalla Spagna, José María Córdova (1799-1829).